# Naravni park Dinara
Naravni park Dinara je dvanajsti naravni park na Hrvaškem. Območje meri 63.052 ha (630,52 km²) in leži na območju Splitsko-dalmatinske županije in Šibensko-kninske županije. Je drugi največji hrvaški naravni park (največji je Naravni park Velebit).

## Območje
22. maja 2020 je v Kninu potekala javna razgrnitev v okviru javne obravnave Zakona o razglasitvi Parka narave Dinara. Predstavitve so se udeležili minister za zaščito okolja in energetiko Tomislav Ćorić, župan Šibensko-kninske županije Goran Pauk, župan Splitsko-dalmatinske županije Blaženko Boban, župan Knina Marko Jelić ter občani, predstavniki nevladnih organizacij in drugi zainteresirani javnosti.
Naravni park Dinara obsega masiv Dinare (vrhovi Sinjal, Troglav in Kamešnica), povirje in zgornji tok reke Cetine, izvir reke Krke, reke Krčić ter kraška polja ob Cetini: Hrvatačko, Paško in Vrličko polje.

## Biotska raznovrstnost
Dinarski kras je mednarodno priznan fenomen, ki zajema precej širše območje, po Dinari pa je dobil ime kot tipsko nahajališče. Je največje naravno kraško telo na svetu z osem kilometrov debelimi nanosi in z visoko razvitimi kraškimi polji, ki vsebujejo vse kraške pojave.
Območje Dinare je izjemno bogato z endemičnimi in ogroženimi vrstami. Tu raste več kot 1000 rastlinskih vrst (petina celotne hrvaške flore), od katerih jih je 75 nacionalnih endemitov. Znanih je več kot 20 endemičnih živalskih vrst, med njimi tudi en sesalec – dinarska voluharica. Na Dinari je najvišji vrh Hrvaške – Dinara, znana tudi kot Sinjal (1831 metrov). Na območju Naravnega parka Dinara je 11 območij ekološkega omrežja (2 območji za ptice in 9 za vrste in habitate), tako da je 87 % površine parka tudi območje omrežja Natura 2000. Visoka dinarska travišča (rudina) so najpomembnejši habitat endemskega planinskega gada (Vipera ursinii macrops) na Hrvaškem.

## Galerija
- Kanjon Krčića
- Slap Krčić
- Reka Krka blizu izvira
- Srednji del Dinare pozimi

- Veliko vrilo – izvir reke Cetine
- Cerkev sv. Spasa na izviru Cetine
- Divja Cetina pri Vrliki
- Pogled na Dinaro iz stare ceste pri Polači